# Volta a Estònia 2019
La Volta a Estònia 2019, 7a edició de la Volta a Estònia, es va disputar entre el 23 i el 25 de maig de 2019 sobre un recorregut de 363,2 km repartits entre tres etapes. La cursa formava part del calendari de l'UCI Europa Tour 2019, amb una categoria 2.1.

El vencedor final fou l'estonià Mihkel Räim (Israel Cycling Academy), que fou acompanyat al podi per dos companys d'equip, Matthias Brändle i Rudy Barbier.

## Equips
L'organització convidà a prendre part en la cursa a dos equip continental professional, sis equips continentals i sis seleccions nacionals:
| Equips continentals professionals (2)- Israel Cycling Academy - Team Novo Nordisk Equips continentals (6)- Amore & Vita-Prodir - Minsk Cycling Club - Pardus-Tufo Prostejov - Wibatech Merx - Hrinkow Advarics Cycleang - Hurom BDC Development Equips nacionals (6)- Estònia - Finlàndia - Letònia - Lituània - Rússia - Suècia |
| |

## Etapes
| Etapa    | Data       | Ciutats d'etapa   | type                    | Distància (km) | Vencedor de l'etapa | Líder de la general |
| -------- | ---------- | ----------------- | ----------------------- | -------------- | ------------------- | ------------------- |
| Pròleg   | 23 de maig | Tallinn – Tallinn | pròleg                  | 3,7            | Matthias Brändle    | Matthias Brändle    |
| 1a etapa | 24 de maig | Tallinn – Tartu   | etapa de mitja muntanya | 187            | Rudy Barbier        | Matthias Brändle    |
| 2a etapa | 25 de maig | Tartu – Tartu     | etapa plana             | 173            | Mihkel Räim         | Mihkel Räim         |

## Classificació final
| \| Classificació general \| Classificació general \| Classificació general \| Classificació general \| Classificació general \| \| Corredor \| Corredor \| Equip \| Temps \| \| \| --------------------- \| --------------------- \| ---------------------- \| --------------------- \| --------------------- \| \| 1r \| Mihkel Räim \| Israel Cycling Academy \| 8h 31' 08" \| \| \| 2n \| Matthias Brändle \| Israel Cycling Academy \| + 10" \| \| \| 3r \| Rudy Barbier \| Israel Cycling Academy \| + 12" \| \| \| 4t \| Emil Lindgren \| Suècia \| + 18" \| \| \| 5è \| Maciej Paterski \| Wibatech Merx \| + 19" \| \| \| 6è \| Peeter Pruus \| \| + 19" \| \| \| 7è \| Charles Planet \| Team Novo Nordisk \| + 20" \| \| \| 8è \| Andrea Peron \| Team Novo Nordisk \| + 21" \| \| \| 9è \| Adrian Kurek \| Hurom BDC Development \| + 21" \| \| \| 10è \| Clément Carisey \| Israel Cycling Academy \| + 22" \| \| |                  |                        |            |
| |                  |                        |            |
| Font: ProCyclingStats |                  |                        |            |
| Classificació general |                  |                        |            |
| Corredor | Corredor         | Equip                  | Temps      |
| 1r | Mihkel Räim      | Israel Cycling Academy | 8h 31' 08" |
| 2n | Matthias Brändle | Israel Cycling Academy | + 10"      |
| 3r | Rudy Barbier     | Israel Cycling Academy | + 12"      |
| 4t | Emil Lindgren    | Suècia                 | + 18"      |
| 5è | Maciej Paterski  | Wibatech Merx          | + 19"      |
| 6è | Peeter Pruus     |                        | + 19"      |
| 7è | Charles Planet   | Team Novo Nordisk      | + 20"      |
| 8è | Andrea Peron     | Team Novo Nordisk      | + 21"      |
| 9è | Adrian Kurek     | Hurom BDC Development  | + 21"      |
| 10è | Clément Carisey  | Israel Cycling Academy | + 22"      |